# Finist'mer
 (mai 2022).
 (juillet 2010).
Si vous disposez d'ouvrages ou d'articles de référence ou si vous connaissez des sites web de qualité traitant du thème abordé ici, merci de compléter l'article en donnant les références utiles à sa vérifiabilité et en les liant à la section « Notes et références ».
La compagnie maritime Finist'mer, renommée Kersea, est un groupement maritime français privé, basé à Nantes. Finist'mer regroupe plusieurs compagnies maritimes développant depuis plusieurs années une activité de transport de passagers en milieu maritime (mer d'Iroise, Manche et Golfe du Morbihan), mais aussi en milieu fluvial (sous le nom de Marine & Loire Croisières).

## En mer

### Mer d'Iroise
La compagnie maritime Finist'mer a assuré de 1994 à 2006 des liaisons estivales entre le continent et les îles d'Ouessant et Molène dans le Finistère. Une activité qu'elle a repris depuis 2010 après trois saisons en tant que sous-traitant de la compagnie maritime Penn ar Bed :
- Ouessant (de mai à octobre)

Au départ de :
- Le Conquet
- Camaret
- Lanildut
- Molène (de juin à septembre)

Au départ de :
- Le Conquet
- Sein (de juillet à septembre)

Au départ de :
- Audierne
Pour ces liaisons, la compagnie arme deux vedettes rapides de 196 et 78 places.
À ces liaisons s'ajoutent des excursions en bateau semi-rigide dans l'archipel de Molène au départ du Conquet et de Lanildut.

### Estuaire de la Loire
La compagnie Marine & Loire croisières (filière fluviale de Finist'mer) assure depuis 1987 des croisières culturelles sur la Loire entre Nantes et Saint-Nazaire. Depuis 2005, elle gère aussi la flotte des Navibus à Nantes, transport fluvial mis en place à l'initiative de Nantes Métropole et de la Semitan.

### Croisières culturelles
Marine & Loire croisières propose des croisières commentées sur la Loire d'avril à octobre dans le cadre d'un contrat de partenariat avec le Voyage à Nantes depuis 2012.
Les croisières commentées de Nantes à Saint-Nazaire permettent aux passagers de découvrir les différents visages de l'estuaire de la Loire. 
Le navire appareille en cours d'après-midi pour un retour à Nantes en soirée. En parallèle avec ces croisières, le même navire assure également à raison d'un à deux jours par semaine, des balades "fluvio-maritimes" au départ de Saint-Nazaire, à la découverte des terminaux portuaires et de la Côte d'Amour.

### Navibus
Le Navibus est un mode de transport urbain lancé par Nantes Métropole et la Semitan en 2005. Une navette fluviale sur la Loire reliant le centre-ville de Nantes au port de Trentemoult (commune de Rezé), mise en service en juin de cette même année et exploitée par Marine & Loire Croisières (filiale de Finist'mer).
Une seconde ligne sur la Loire mise en service en février 2020 est exploitée par la même compagnie.

## Flotte de la compagnie

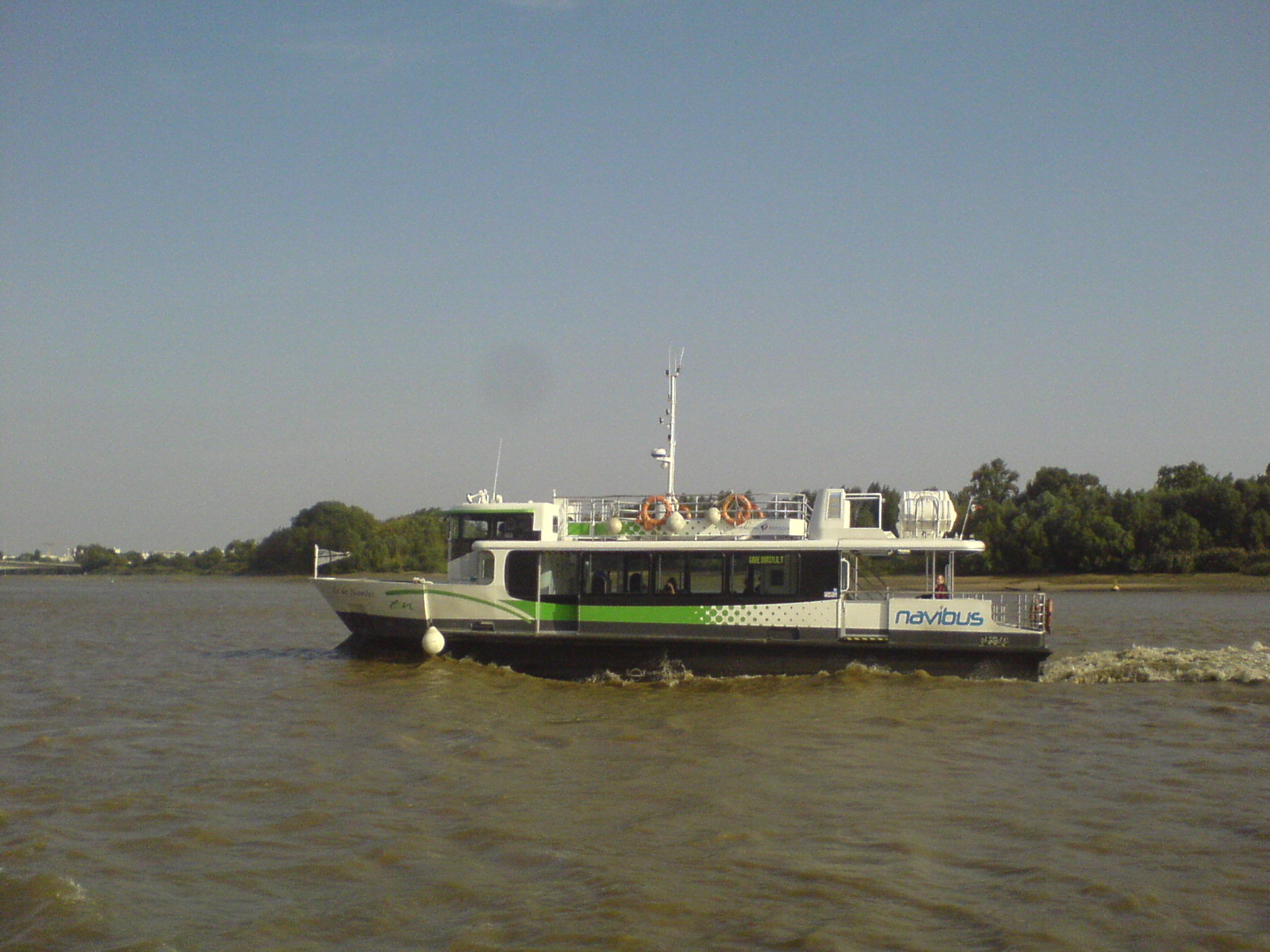
L' Île de Nantes entre Trentemoult et Nantes

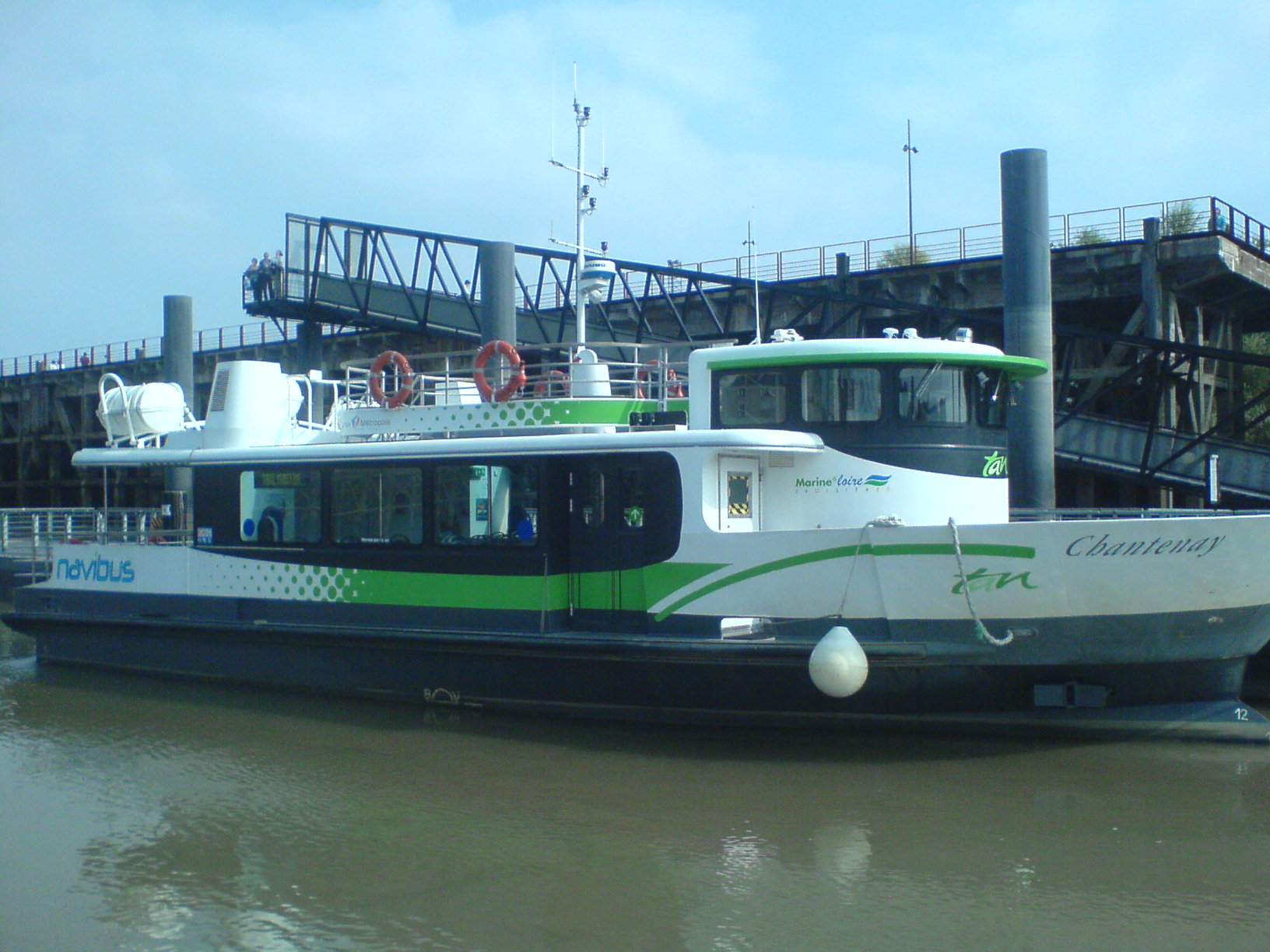
Le Chantenay accosté au ponton de l'Île de Nantes

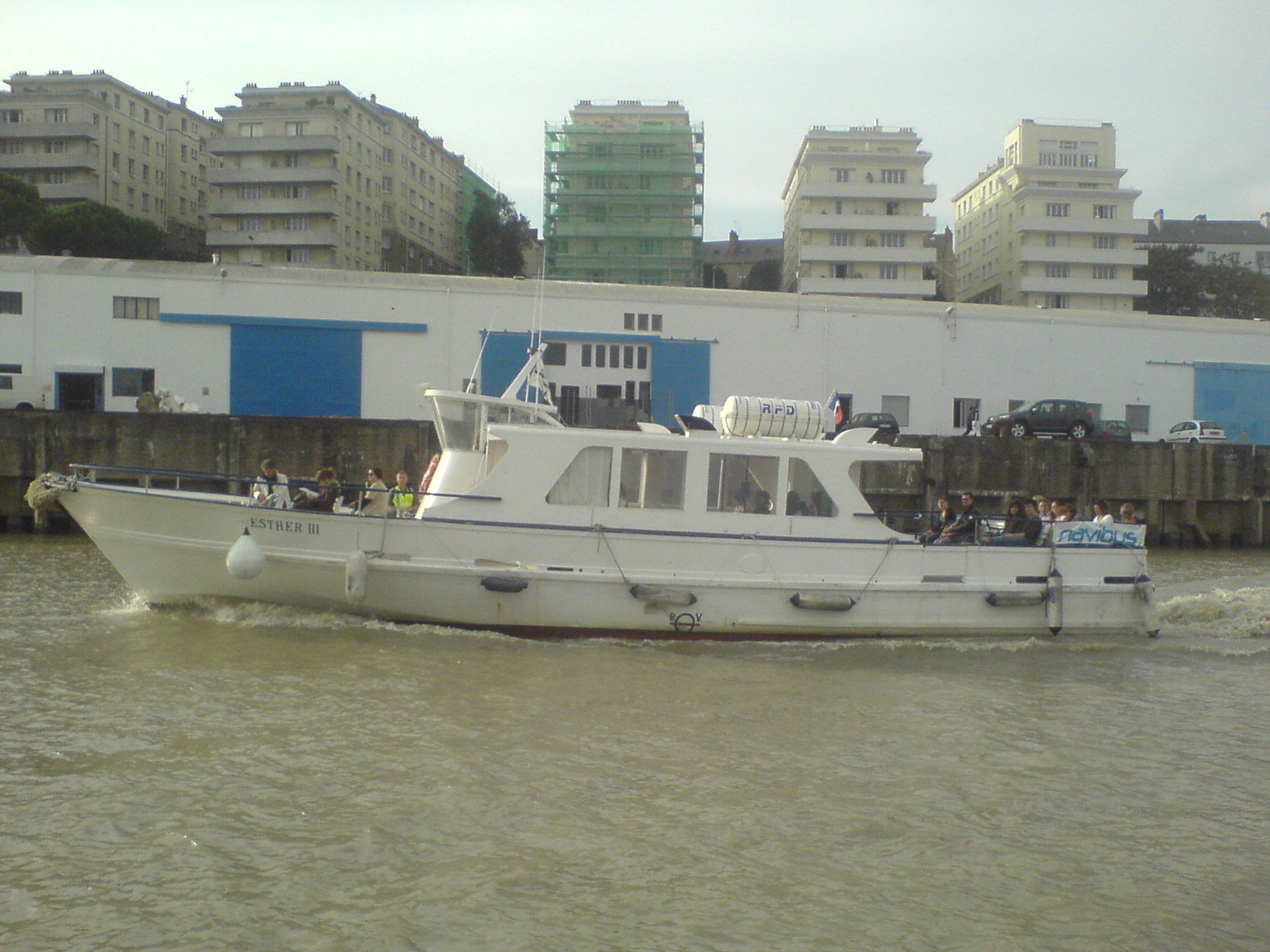
L' Esther 3 en service entre Gare maritime et Trentemoult

- Liaisons avec les îles d'Ouessant & Molène

- Excursions dans l'archipel de Molène

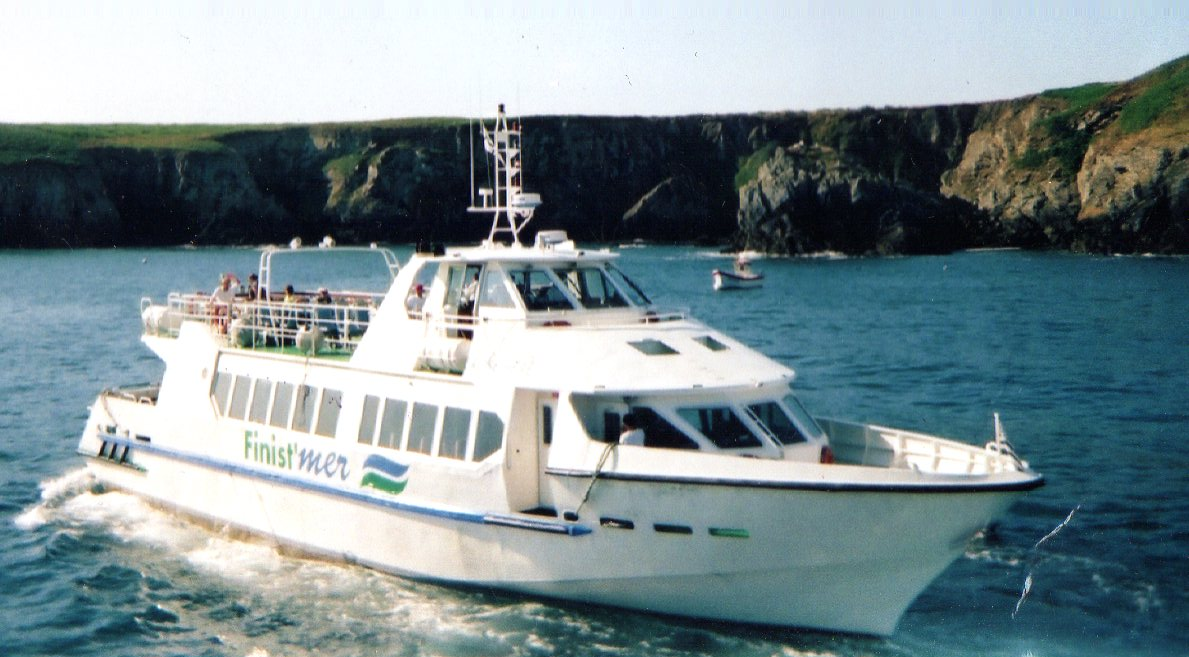
Le Rose Héré en service en 2006

- Croisières culturelles sur l'estuaire de la Loire

- Service de transport fluvial Navibus